# Synagoga chasydów z Cieszanowa w Krakowie
Synagoga chasydów z Cieszanowa w Krakowie – synagoga znajdująca się na Kazimierzu w Krakowie, przy ulicy Miodowej 13.
Synagoga założona przez chasydów z Cieszanowa, zwolenników cadyków z rodu Halberstamów. Podczas II wojny światowej hitlerowcy zdewastowali synagogę. Od czasu zakończenia wojny w synagodze znajduje się mieszkanie.
Do dziś nie zachowało się z pierwotnego wyposażenia synagogi nic, co mogłoby wskazywać na jej pierwotny charakter.